# Okroug de Soukhoum
1883–1921
Entités précédentes :
- Gouvernement de Koutaïssi

Entités suivantes :
- République démocratique de Géorgie

L’okroug de Soukhoum (en russe : Сухумский округ, en géorgien : სოხუმის ოკრუგი) est un okroug de l'Empire russe qui exista de 1883 à 1921. Son centre administratif était la ville de Soukhoum.

## Géographie
L'okroug de Soukhoum, équivalent à l'Abkhazie actuelle, est situé dans le nord-ouest du Caucase, sur les bords de la Mer Noire. Il était bordé au nord par l'oblast du Kouban et le gouvernement de la mer Noire, à l'est par le gouvernement de Koutaïssi et à l'ouest par la mer Noire.

## Subdivisions administratives
L’okroug comportait quatre subdivisions : Gouma, Goudaouta, Kodori et de Samourzakagne.